# Expresionismus (literatura)

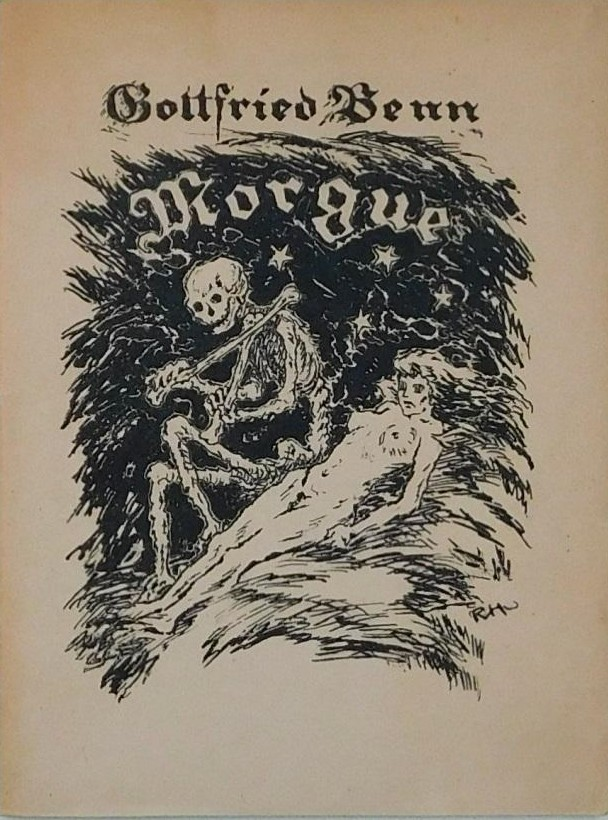
Obálka knihy Márnice (1923), expresionistické básnické sbírky Gottfrieda Benna

Expresionismus je v literatuře jedním z nejvýraznějších proudů avantgardy. Někteří badatelé jej nicméně vnímají jako samostatný směr, který má k avantgardě pouze blízko. Literární expresionismus se rozvíjel zejména v letech 1910–1925 jako součást expresionismu coby obecnějšího duchovního směru. Důraz byl kladen na výraz lidské psychiky, což se projevilo narušením jazykové logiky a struktury textů. Často se objevovaly složeniny a neologismy, v poezii posílila úloha rytmu, potlačena naopak byla syntax a rým, někdy také motivika. Expresionističtí autoři se někdy vyznačovali sklony k eschatologickému myšlení a mesiánství, politicky se projevovali vzdorem vůči konzervativním měšťanským elitám, především v Německém císařství, a aktivismem až anarchistickým.
Ludvík Kundera uvedl, že expresionismus je jen velmi nesnadno definovatelný, neboť nebyly napsány žádné závazné manifesty, avšak jeho reprezentantů je neobyčejně mnoho. V Německu mezi lety 1910 a 1920 existovalo 100 expresionistických časopisů, vyšlo mimo jiné 24 antologií, 20 sborníků a almanachů a tisíce knih v celkem 30 edicích. Expresionistickou poezii psali v Německu Georg Heym, Gottfried Benn, Jakob van Hoddis nebo August Stramm, v Rakousku Georg Trakl. Přiřazení prozaika Franze Kafky k tomuto směru je sporné, neboť se k expresionistickým skupinám přímo nehlásil, ačkoliv jeho přátelé Max Brod a Franz Werfel expresionistické texty psali. Úspěšným prozaikem se stal také Alfred Döblin. Značně oblíbené bylo expresionistické drama a jeho tvůrcové jako Carl Sternheim a Georg Kaiser.
V českém prostředí je literární expresionismus spojen zejména s brněnskou Literární skupinou (Lev Blatný, František Götz a další), která se ke směru otevřeně přihlásila. Chápeme-li však expresionismus literární reakce na krizi racionalismu a pocity blíží se katastrofy, ne nutně programové, pak je možné k českému expresionismu řadit Jakuba Demla, Richarda Weinera, Ladislava Klímu či Jaroslava Haška, popřípadě také Karla Matěje Čapka-Choda, Vladislava Vančuru, Jaroslava Durycha, Bohuslava Reynka. Kromě toho měli k expresionismu blízko také Karel Čapek a Josef Čapek. Vymezíme-li expresionismus přísněji, jako programové hnutí, je možné jeho projevy v české literatuře možné chápat také jako pouhé epigonské ohlasy německojazyčné tvorby, jak to popsala germanistka Ingeborg Fialová.

## Kořeny literárního expresionismu
Ludvík Kundera se domníval, že prehistorie expresionismu byla formována třemi základními vlivy působícími na německou literaturu: zaprvé tlakem francouzského symbolismu, konkrétně Baudelaira a ještě více Rimbauda, zadruhé inspirací dílem Fjodora Michajloviče Dostojevského a zatřetí působením severských autorů, jako byl August Strindberg a Søren Kierkegaard. V samotném Německu se pak první stopy expresionistického myšlení objevily v textech Friedricha Nietzscheho. Zřetelnými inspiracemi přispělo ke vzniku literárního expresionismu také barokní a romantické písemnictví. Samotné označení expresionismus ve smyslu avantgardního směru výtvarného i literárního se výrazněji rozšířilo až v roce 1911, v obecnějším smyslu se však tento výraz v oblasti výtvarného umění ve Spojených státech používal již od 50. let 19. století.

## Expresionismus v národních literaturách

### Česko

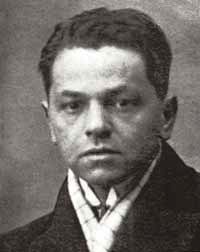
Richard Weiner, český autor expresionistických próz

Za expresionisticky laděný bývá v české literatuře označován již nedokončený autobiografický román Viléma Mrštíka Zumři (1903–1912). Expresionismu se vypravěčskou subjektivitou, důrazem na mytické zlo a mystické vize přibližoval také Josef Karel Šlejhar, zejména ve své Maloměstské idyle (1911). Za expresionistické bývají někdy považovány rovněž předválečné prózy Jaroslava Haška.
Drastický expresionistický katastrofismus pak silně ovlivnil povídkáře Richarda Weinera, filosoficky zaměřeného tvůrce Ladislava Klímu, známého především románem Utrpení knížete Sternenhocha (1928), a katolického prozaika Jakuba Demla. Ve sbírce próz Lelio (1917) Josef Čapek mísí vlivy expresionismu a literárního kubismu, expresionistická poloha Karla Čapka se projevila ve sbírce Boží muka (1917). Prvky expresionismu se objevují rovněž v prózách Jaroslava Durycha, Vladislava Vančury a Karla Matěje Čapka-Choda v jeho pozdním období.
V meziválečném období se k expresionismu přihlásila brněnská Literární skupina, programově orientovaná kritikem Františkem Götzem. Götz spojil pod hlavičkou expresionismu velmi různorodé individuality, aniž by vyžadoval podřízení jakýmkoli daným uměleckým postupům nebo formulím. Kromě estetické revoluce uvažoval též o revoluci sociální, s tímto novým uměním spojené: hospodářský a politický převrat měl být doplněn nenásilnou revolucí lidských srdcí. Výraznou osobností prózy se stal Čestmír Jeřábek, ačkoliv expresionisticky tvořil jen na začátku své tvorby. Nejdůležitějším básníkem tohoto okruhu byl Lev Blatný.
Expresionistickou poezii mimo Literární skupinu zastupují v české literatuře první básnické sbírky Bohuslava Reynka, především Had na sněhu (1924) a Rty a zuby (1925). Expresionistické drama je spojeno s bratry Čapkovými, Janem Bartošem a Lvem Blatným. Z díla posledního jmenovaného lze uvést výstřední grotesku Kokoko-dák! (1922) Z pražských německých dramatiků se prosadili zejména Franz Werfel, Paul Kornfeld a zpočátku také Franz Carl Weiskopf.

### Německo

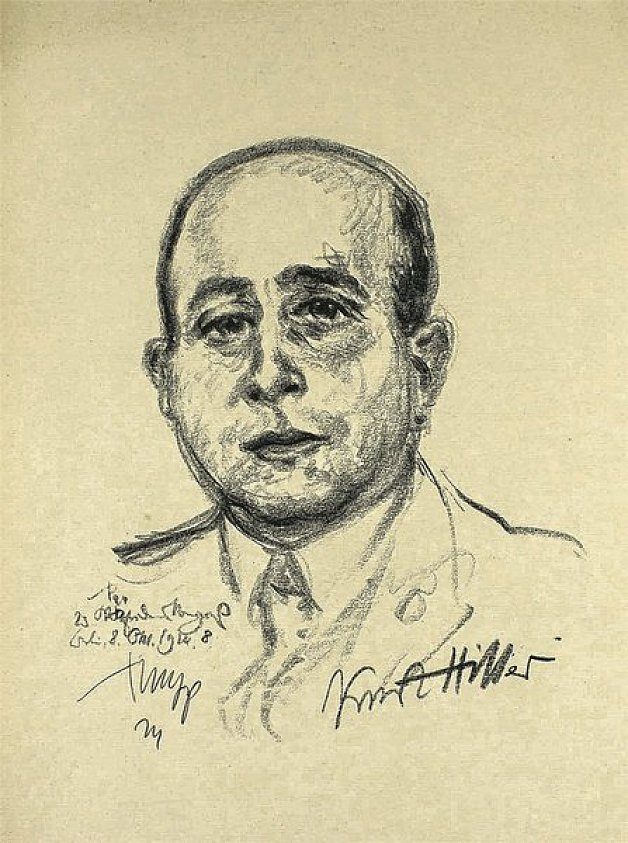
Kresba Kurta Hillera, novináře a organizátora expresionistického života

Německo je zemí, v níž literární expresionismus vznikl a dosáhl největšího rozšíření a úspěchů. Název byl v německém kontextu původně vytvořen pro malíře vystavující v roce 1911 v Berlíně na výstavě Berlínská secese] a vymezující se proti impresionismu, ještě téhož roku byl však pojem Kurtem Hillerem použit pro literární tvorbu. Rychlý rozvoj expresionistické literární tvorby je spjat s literárními časopisy, zejména pak časopisem Die Sturm (Bouře), publikovaným Herwarthem Waldenem od roku 1910, a Die Aktion (Akce), vydávaným Franzem Pfempfertem od roku 1911. Obzvláště zpočátku se literární expresionisté ostře vymezovali proti ostatním dobovým proudům: secesi, symbolismu, neoklasicismu, naturalismu a hnutí Heimatkunst (umění domoviny). Významnými teoretiky, kteří trvali na originalitě a zesměšňovali konzervativní a měšťáckou literaturu, byli Rudolf Kurtz a Reinhard Sorge. Německou expresionistickou literární tvorbu lze rozdělit do tří fází: na raný expresionismus (1909–1914), kdy se teoretický základ i užívaný styl teprve formovaly, vrcholnou fázi (1914–1918), během níž expresionismu reflektoval estetickou a politickou krizi za probíhající první světové války, a konečně pozdní fázi (1918–1925), kdy se směr vyrovnával se značnými politickými a společenskými změnami poválečného Německa.

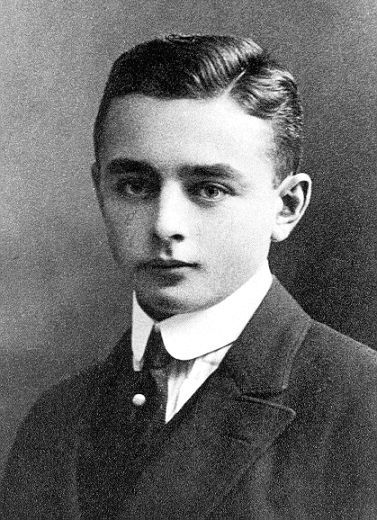
Georg Heym, jeden z nejvýznamnějších expresionistických básníků, zemřel již v roce 1912

Významnou úlohu při teoretickém formování směru sehrál esej Heinricha Manna Duch a čin (1911), ve kterém volal po větším působení literárních děl na veřejnost, jak se to podle něj ve Francii podařilo Rousseauovi a Zolovi. Básník měl být duchovním vůdcem a prorokem schopným změnit svět. Idea aktivistického programu byla následně rozvíjela v Hillerově ročence Cíl (od roku 1916) a Wolfensteinově antologii Povstání (1919). Také Ludwig Rubiner hlásal, že se literatura musí přijmout pragmatické zásady: báseň, román i drama měly být podle něj zavrženy ve prospěch vzývání lásky a návody k životu a jednání. Někteří autoři, jako dramatik Ernst Toller, svá díla veřejně předčítali na politických shromážděních nebo rozdávali letáky. S tím se pojí celková rétorizace projevu, pozorovatelná u některých básníků a dramatiků, obracejících se přímo ke čtenáři nebo posluchači, jak to činili například Kurt Pinhus, Franz Werfel nebo Reinhard Sorge.
V Berlíně byli nejvýraznější expresionističtí básníci sdruženi ve skupině Nový klub, založené v březnu 1909. Své básně četli na prknech Neopatetického kabaretu mezi lety 1910 a 1912. Silnými motivy německého expresionismu byl pocit dezorientace, odcizení a zvěcnění subjektu v moderním velkoměstě. Tyto pocity se často pojily s apokalyptickými vidinami konce světa, což nejcharakterističtěji vyjádřila báseň „Světaskon“ („Weltende“, také překládáno jako „Světazmar“), kterou Jakob van Hoddis uveřejnil v Pinhusově antologii Soumrak lidstva (1911). Tato báseň značně ovlivnila veškerou expresionistickou lyriku následujících let. K dalším výrazným osobnostem expresionistického básnictví se řadil Georg Heym, spojující ve svých básních technické prostředí velkoměsta s temnými božskými či démonickými entitami a velkolepými obrazy zkázy. K přívržencům klubu patřili rovněž Ernst Blass, Erich Unger, Alfred Lichtenstein a volně také Else Lasker-Schülerová. Lasker-Schülerová silně čerpala z židovských a exotických staroorientálních motivů a její dílo je označováno za starobylé a moderní zároveň.

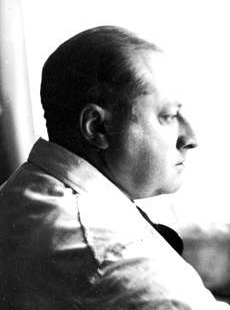
Gottfried Benn, autor básní ve stylu pitevních protokolů

Gottfried Benn, původním povoláním lékař, šokoval svými sbírkami Márnice (1912) a Maso (1916), ve kterých pracoval s ničím nezastřenou estetikou hnusu lidského těla, rozporcovaného a rozkládajícího se, a tabuizovanými tématy šílenství, nemoci, zločinu, vraždy a sebevraždy. Ke značné míře lyrické abstraktnosti došel August Stramm, využívající násilných neologismů, podstatných jmen užívaných jako slovesa nebo psaní v podobě prostého řazení podstatných jmen jednoho za druhým. Stramm přináležel k expresionistické revui Die Sturm (Bouře), která kromě básníků sdružovala také významné expresionistické výtvarníky. Johannes Robert Becher se vyznačoval neobyčejnou výrazovou a slovní potencí, experimentoval s méně obvyklými typy rýmů a souzvuků a originální syntaxí. Mnoho expresionistických básníků zemřelo v mládí: kromě Georga Heyma, jenž se utopil při bruslení v roce 1912, jich celá řada padla v první světové válce, například August Stramm, Alfred Lichtenstein, Ernst Wilhelm Lotz a Ernst Stadler.

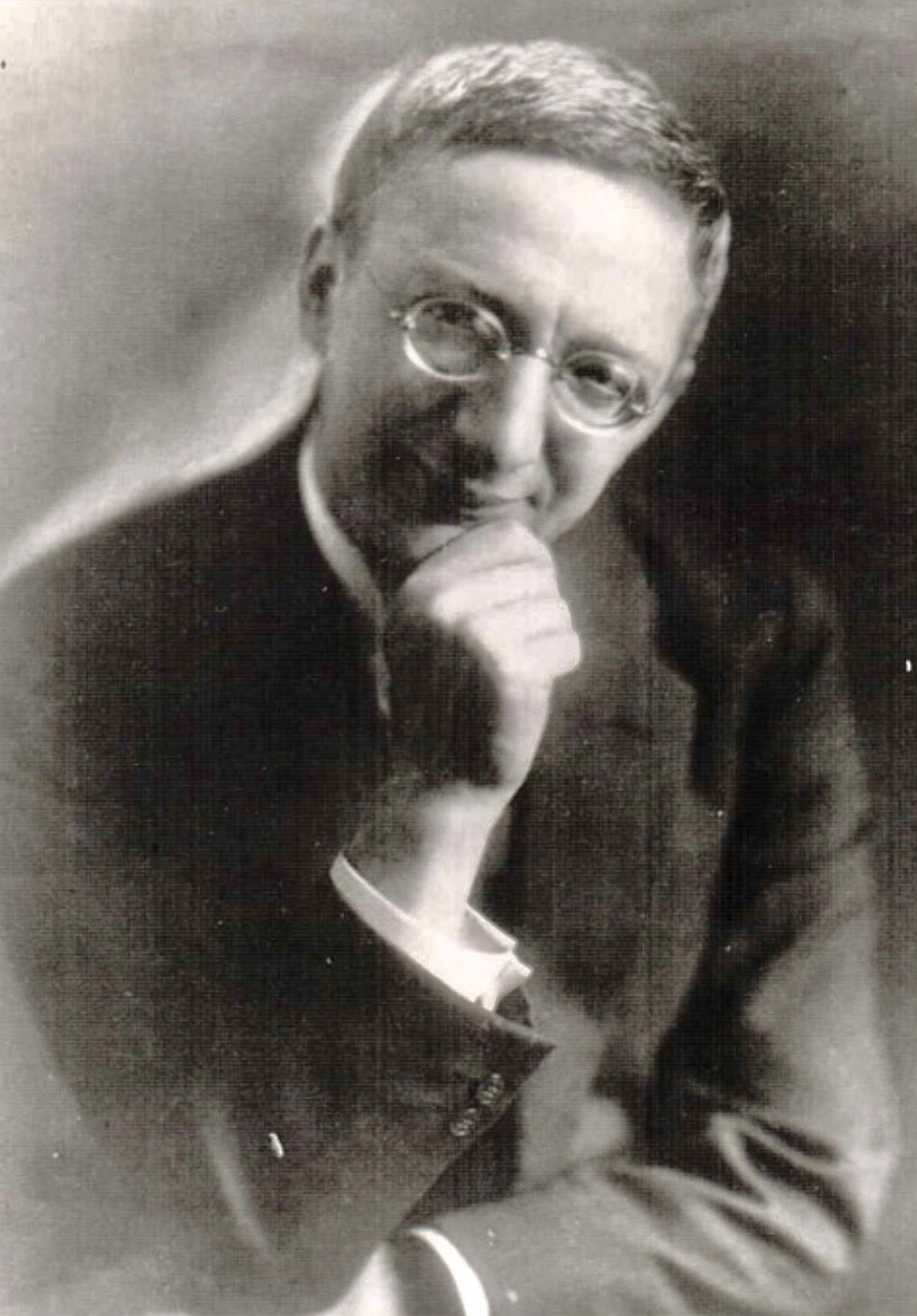
Alfred Döblin psal v mládí expresionistické prózy

K nejdůležitějším a nejčastěji se objevujícím motivům expresionistické poezie patří město (a s ním spojený obraz člověka v labyrintu hrozivě se tyčících domů), zeď, nevěstka (vykupující člověka z hrůzy města), hnis, strom (který tkví v zemi, ale je odsouzen k zápasu s živly), pahorek (jako místo styku člověka a vesmíru), anděl (nikoliv v náboženském smyslu, nýbrž jako ztělesnění rozumu, revoluce, čistého principu nebo erotiky), vichřice, moře (jako živel milostného života, hranice, dálky) a vůbec vody (nespoutané a zuřící) a rovněž katedrála.
Z expresionistické prózy je se k nejdůležitějším průkopníkům zařadil Alfred Döblin, autor stručných a precizních „kino-povídek“, vydaných ve sbírce Vražda blatouchu (1913). Carl Einstein se pokoušel zcela zrušit kontinuitu vyprávění a pojímal svůj román Bebuqion neboli diletanti zázraku (1912) jako nakupení příběhů. K německému expresionismu je často přiřazován také Franz Kafka, pražský žid píšící německy, přestože k ostatním expresionistům, kromě Franze Werfela a Maxe Broda neměl blízký vztah a byl spíše výjimečnou, mimo škatulky stojící osobností.
Expresionistické divadlo se v Německu neobyčejně rozvíjelo díky zrušení cenzury. Mladé expresionistické dramatiky podporoval divadelní spolek Mladé Německo, založený v roce 1918. Právě jeho prostřednictvím uvedli své hry například Franz Werfel, Reinhard Sorge, Walter Hasenclever, Fritz von Unruh, Paul Kornfeld, Reinhard Goering nebo Oskar Kokoschka. Zkoušku času přežily především satirické komedie Carla Sternheima, kritizující „hloupé a odporné“ dobové měšťanstvo, ale zároveň obdivující jeho sílu, nezastavitelně úspěšnou omezenost a výhodnou morální zpustlost. Mezi jeho nejznámější hry patří Kalhoty (1911), Snob (1914) a Tabula rasa (1916). Georg Kaiser se snažil nejen kritizovat soudobou realitu, ale také optimisticky vyhlížet nového člověka, například ve hře Občané z Calais (1914) nebo kontroverzním dramatu Od rána do půlnoci (1912). Expresionismus ovlivnil též divadelní hry Franka Wedekinda a mladého Bertolta Brechta. Svébytnou formou divadla byly kabarety, vznikající obzvláště v letech 1919–1920 a spjaté se jmény jako Max Reinhard, Walter Mehring či Erich Weinert.
V době nacistického režimu byl expresionismus dehonestován jako „zvrhlé umění“ a projev „kulturního bolševismu“. Od začátku 60. let se však v akademické i umělecké sféře začala stále více prosazovat koncepce expresionismu jako originálního a přínosného směru.

### Rakousko
Zdaleka nejvýraznějším rakouským expresionistickým autorem se stal Georg Trakl. Tento básník byl zástupcem abstraktnější lyriky a ve svých básních propojoval zvukomalebnost s hojným využíváním barev („modrá zádumčivost“, „rudé ticho“). Několik let žil ve Vídni, kterou však nenáviděl, a zemřel záhy na drogové předávkování ve válečném lazaretu. U jeho veršů se hovoří o absolutní hermetičnosti a bývají interpretovány jako projev schizoidních rysů, případně prizmatem asketicko-náboženského myšlení.